# Beauchamps (Somme)
Beauchamps (picardisch: Beuchin) ist eine nordfranzösische Gemeinde mit 943 Einwohnern (Stand 1. Januar 2022) im Département Somme in der Region Hauts-de-France. Die Gemeinde liegt im Arrondissement Abbeville und ist Teil des Kantons Gamaches.

## Geographie
Die Gemeinde liegt am rechten (nördlichen) Ufer der Bresle rund acht Kilometer östlich von Eu gegenüber von Incheville, mit dem sie ein Industriegleis verbindet. Nach Beauchamps führt ein Abschnitt der historischen Chaussée Brunehaut.

## Geschichte

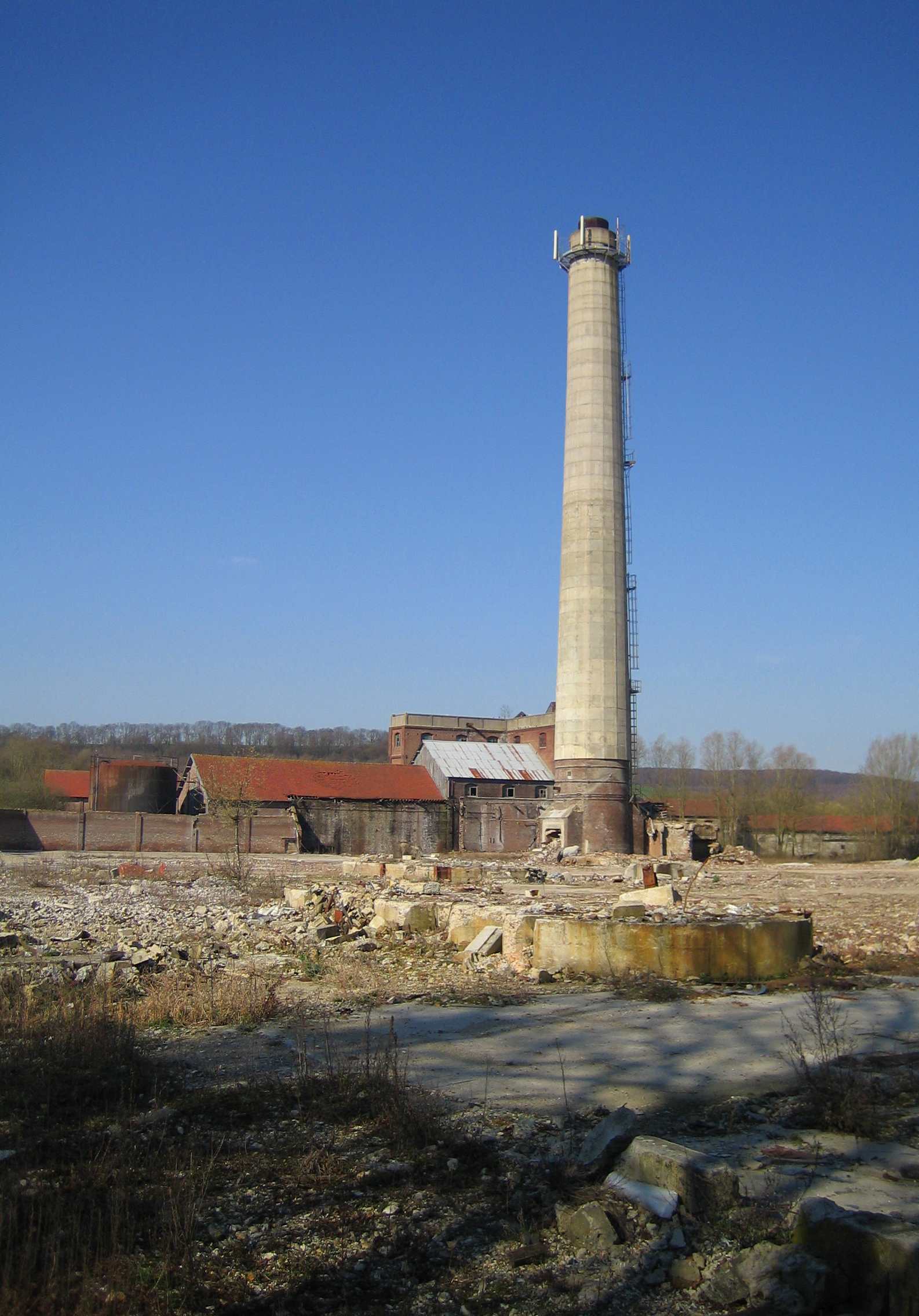
Industriebrache der Zuckerfabrik

Von 1865 bis 1998 wurde in Beauchamps eine Zuckerfabrik betrieben.

## Einwohner
| 1962 | 1968 | 1975 | 1982 | 1990 | 1999 | 2006 | 2011 |
| ---- | ---- | ---- | ---- | ---- | ---- | ---- | ---- |
| 812  | 883  | 900  | 908  | 1011 | 987  | 1004 | 1043 |

## Verwaltung
Bürgermeister (maire) ist seit 1995 Alain Brière.

## Sehenswürdigkeiten
- Kirche Saint-Martin aus dem 19. Jahrhundert[1]
- ehemaliges Zisterzienserkloster Lieu Dieu an der Bresle, heute ein Reiterhof
- Kriegerdenkmal